# Natalis Dumez
Natalis Dumez, né Natalis François Gustave Pierre Corneille Dumez le 17 avril 1890 à Bailleul (Nord) et mort le 25 septembre 1976 à Mons-en-Barœul, est un homme politique français, maire de Bailleul de 1919 à 1928.

## Biographie

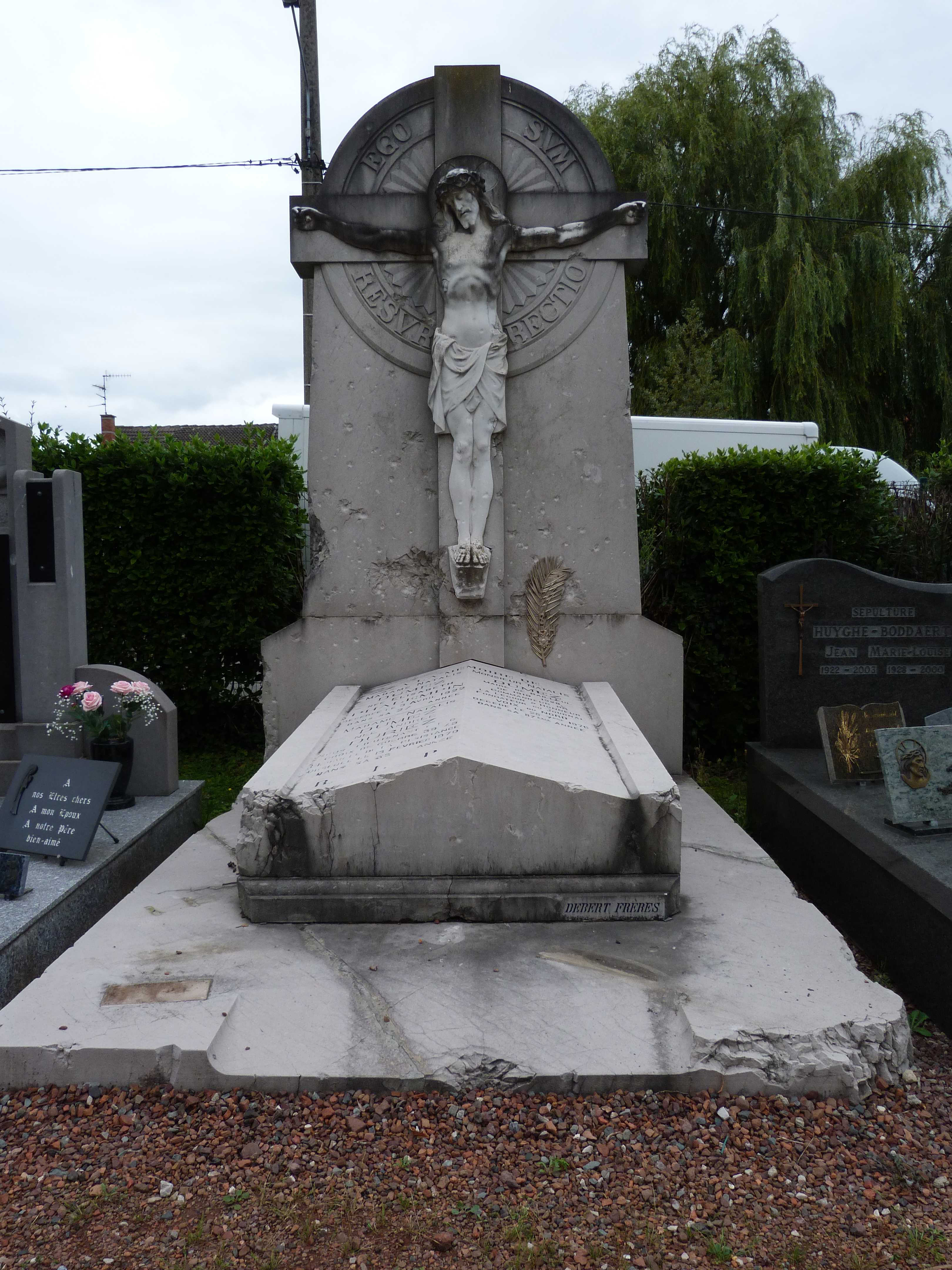
Tombeau de Natalis Dumez au cimetière de Bailleul (Nord).

Natalis Dumez naît le 17 avril 1890 à Bailleul, dans le Nord.
Il est mobilisé en 1914 et fait la guerre dans l'infanterie. Il est décoré de la croix de guerre. Le 10 décembre 1919, il devient maire de Bailleul, succédant à Albert Cortyl.
En 1940, il est l'un des premiers résistants. Il organise une chaîne d’évasion pour les soldats alliés. Avec Jules Noutour, il collabore à la création du journal clandestin La Voix du Nord en avril 1941. Il rédige seul plus de 400 articles pour les 39 premiers numéros. En 1942, il est capturé par les Allemands et fait prisonnier.
Natalis Dumez est nommé chevalier de la Légion d'honneur par décret du 28 février 1949, puis promu officier le 28 septembre 1957, et enfin commandeur le 16 décembre 1971.
Le nom de Natalis Dumez restera attaché à la reconstruction de Bailleul en style Renaissance flamande comme Bruges, telle qu’on la connaît aujourd'hui.
Mort le 25 septembre 1976 à Mons-en-Barœul à l'âge de 86 ans, il est inhumé au cimetière de Bailleul.

## Distinctions
- Commandeur de la Légion d'honneur (décret du 16 décembre 1971)[3]
- Croix de guerre 1914-1918, étoile d'argent (une citation à l'ordre de la division)[3]
- Croix de guerre 1939-1945 avec deux palmes (deux citations à l'ordre de l'armée)[3]
- Médaille de la Résistance française avec rosette (décret du 16 juin 1946)[4]
- Croix du combattant volontaire de la guerre de 1939-1945 (décision du 28 février 1959)[3]
- Insigne des blessés militaires (deux blessures de guerre)[3]